# Monte Volturino
El Volturino es un monte italiano, de la región de Basilicata. Se encuentra en el centro de los Apeninos lucanos. Su nombre deriva del latín vultur (accipítridos). Se eleva hasta alcanzar los 1.836 m s. n. m. de altitud en el centro de un vasto y articulado complejo montañoso, de la que constituye la cima más elevada.
La montaña es visible en toda su majestuosidad sea desde el valle de Agri sea desde la vertiente que queda debajo de la localidad de Calvello.
Todo el complejo montañoso se configura como una sierra dentada cuyas cimas principales - respectivamente de 1.836 m, 1.800 m y 1.806 m - alternándose picos y acantilados, se presentan un (este expuesto al norte) ramal, áspero y rocoso, las otras dos (colocadas más al sur) pulidas, verdes y redondeadas.

## Flora, fauna y restos de glaciación

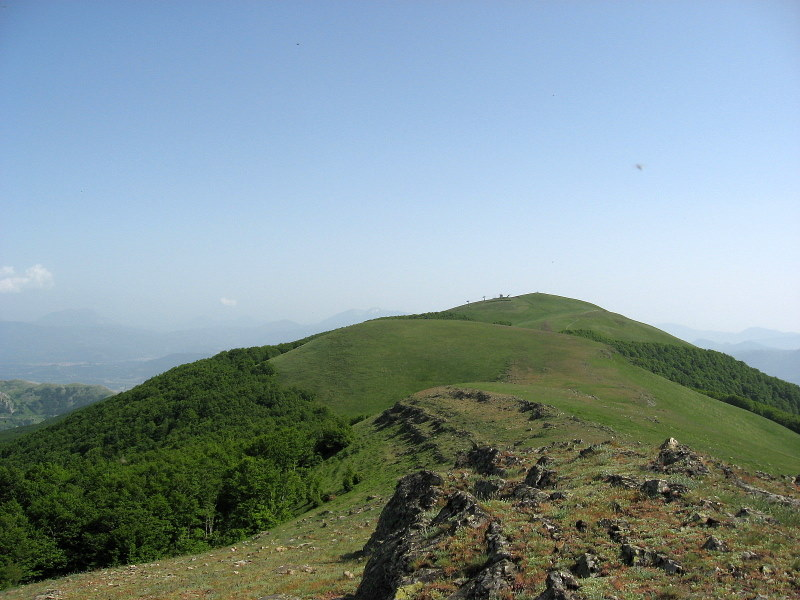
De la cima norte (1.806 m), la mirada hacia la cima central (1.800 m) y la principal (1.836 m).

El rico patrimonio forestal se compone de hayas, castaños, robles pubescentes, arces y carpes. 
La amenidad de los lugares y la lejanía de los grandes centros habitados contribuyen a la conservación de animales raros como la nutria, el lobo o el gato montés. Durante excursiones en el bosque, es fácil avistar erizos, zorros, garduñas, ardillas y jabalíes. Entre las aves se registra la presencia del arrendajo y del milano.
Durante cinco-seis meses al año sus cimas, con sus ásperos contrafuertes, aparecen abundantemente nevadas. Según los geólogos F. Boenzi y G. Palmentola, una llanura típica de la era glaciar y de las cimas periclaciares se extiende en una cuenca semicircular situada en las proximidades de la crestería de la vertiente este, a cerca de 1.800 m de cota; con tal propósito, también el geólogo De Giorgi habla de una probable existencia en el lugar de un antiguo circo glaciar.

## Galería de imágenes

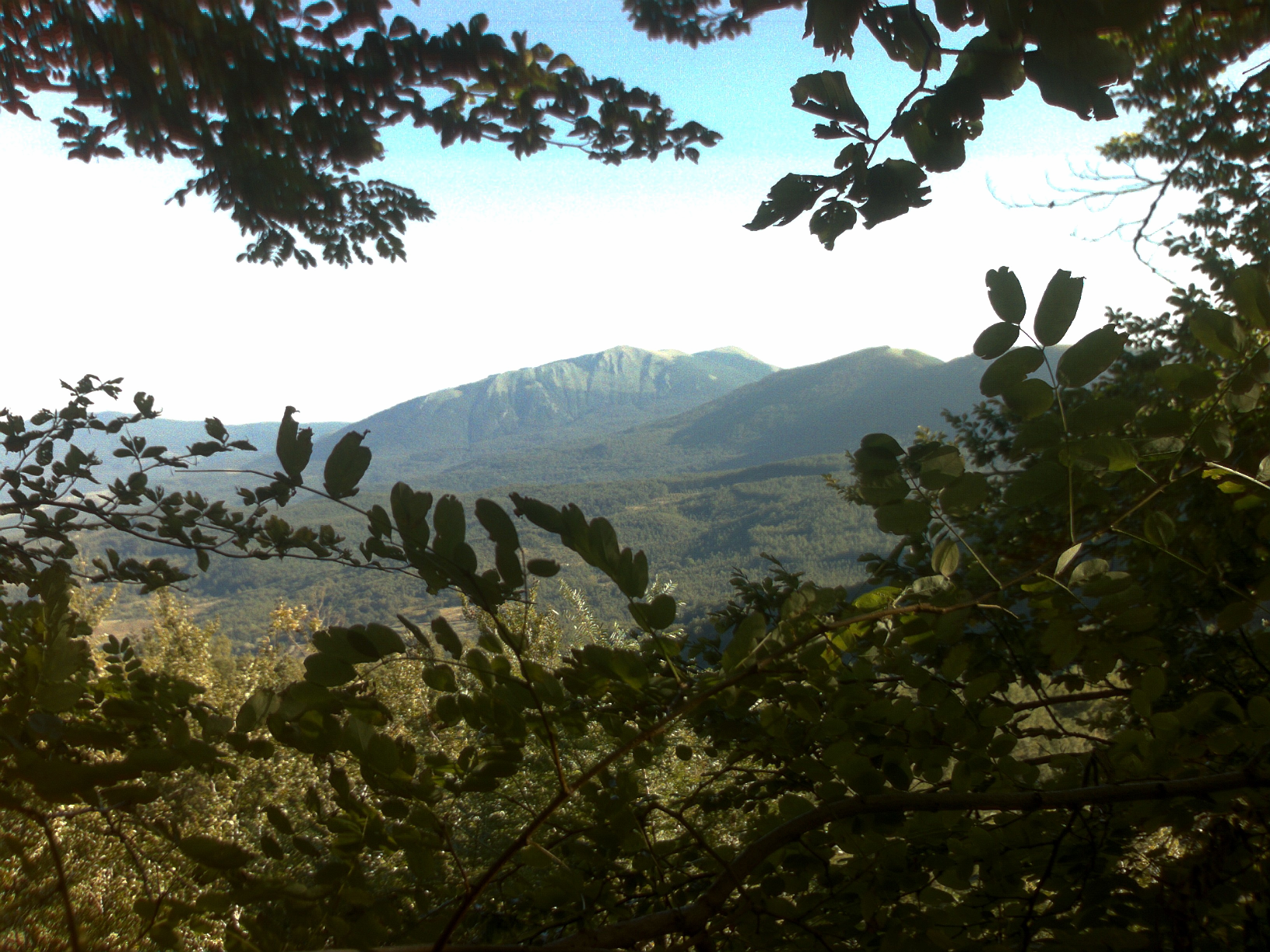
El Calvelluzzo y el Volturino (de las boscosas pendientes del monte Pierfaone).
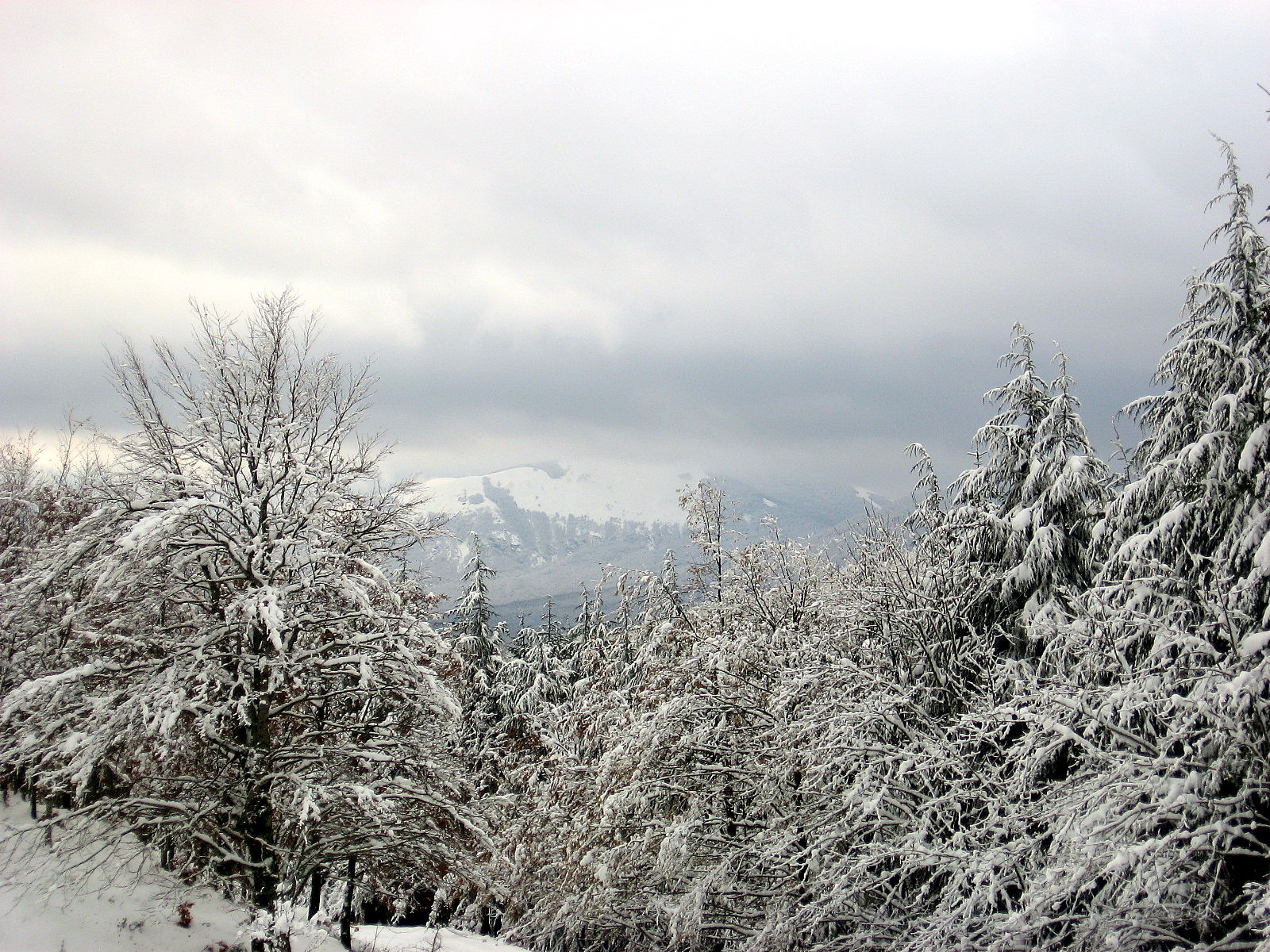
El Volturino desde los bosques de Pierfaone.
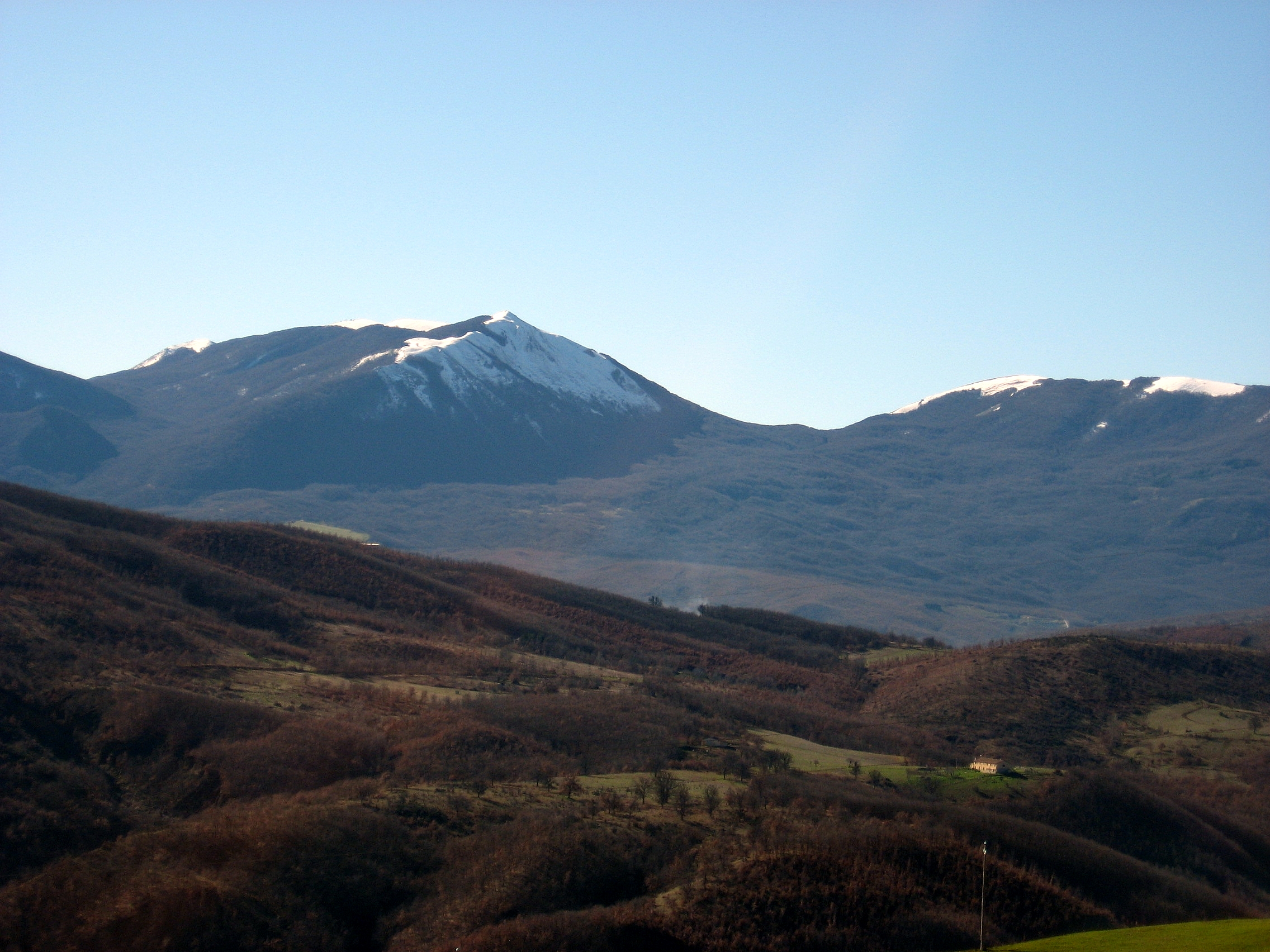
Al fondo, el Volturino y el Calvelluzzo.
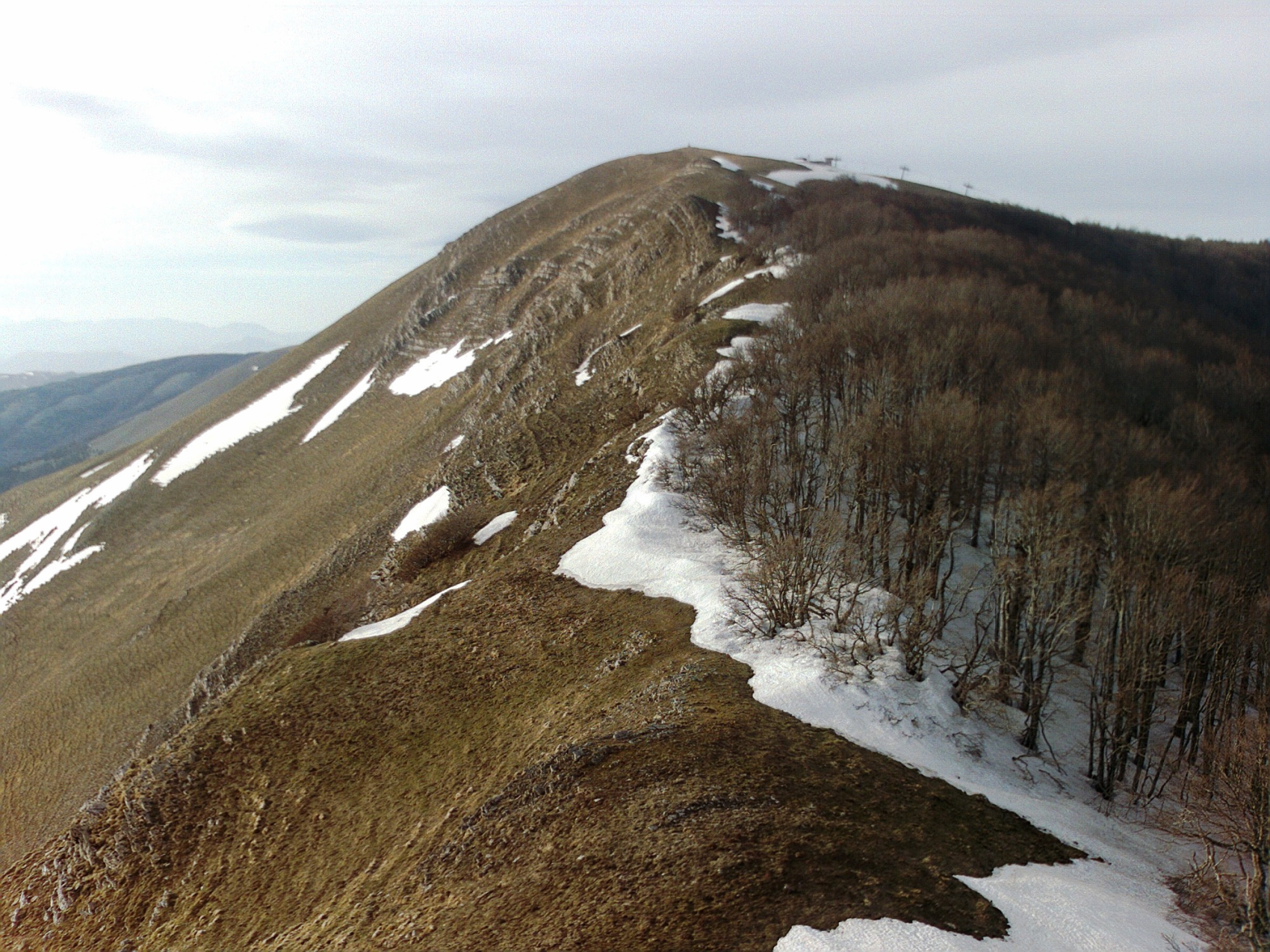
Hacia la cima del monte Volturino (saliendo de la cresta meridional).